# Nature morte aux oranges et aux noix
La Nature morte aux oranges et aux noix est une huile sur toile (61 x 81 cm) de Luis Meléndez (1716-1780) conservée à la National Gallery de Londres et datée de 1772,, date à laquelle l'auteur avait sollicité une seconde fois de devenir peintre du roi, mais sa demande avait été rejetée.

## Description
Comme souvent, Meléndez place cette nature morte sur une table de cuisine de bois. Une assiette de faïence blanche contient des noix (dont trois sont ouvertes), avec des châtaignes et des oranges disposées autour, tandis qu'une grosse pastèque est à l'arrière-plan. Le milieu de la scène est occupé par des boîtes en forme de parallélépipède pour certaines, créant toutes sortes de diagonales pour donner de la profondeur, et cylindriques pour d'autres. Les premières servaient à conserver des douceurs, comme le dulce de membrillo, épaisse gelée de coing dégustée en tranches, ou de la gelée de citron (comme il est indiqué sur une boîte) ; et les secondes servaient à conserver du fromage. Au fond, deux jarres de céramique brune devaient contenir du vin ou de l'huile, tandis qu'un tonnelet est dressé au milieu, sans doute contenait-il des olives.
La vue en contre plongée rend les objets monumentaux. La disposition est minutieuse pour créer des effets de profondeur. La gamme chromatique est réduite, du blond des boîtes et brun léger des récipients, jusqu'aux délicates touches d'orangé, tandis que la lumière vient d'en haut à gauche. 
L'étude radiographique de ce tableau indique qu'il a été peint par dessus un portrait du roi Charles III d'Espagne, que l'auteur n'a pu - ou voulu - présenter.